# Henrik Svensmark
Henrik Svensmark (nascido em 1958) é um físico dinamarquês e professor de astrofísica do Instituto Espacial Nacional Dinamarquês (DTU Space) em Copenhague.  Ele é conhecido por seu trabalho sobre a hipótese de que uma menor incidência de raios cósmicos é uma causa indireta das mudanças climáticas através da formação de nuvens.

## Início da vida e educação
Henrik Svensmark obteve um mestrado em engenharia (Cand. Polyt) em 1985 e um doutorado em 1987 no Laboratório de Física I da Universidade Técnica da Dinamarca.

## Carreira

Correlação entre variações no fluxo de raios cósmicos em vermelho, e mudança na temperatura do mar em preto.

Henrik Svensmark é diretor do Centro de Pesquisa Sol-Clima do Instituto Dinamarquês de Pesquisa Espacial (DSRI), parte do Centro Espacial Nacional Dinamarquês . Anteriormente, ele liderou o grupo sol-clima no DSRI. Ele ocupou cargos de pós-doutorado em física em três outras organizações: Universidade da Califórnia, Berkeley, Instituto Nórdico de Física Teórica e Instituto Niels Bohr.
Em 1997, Svensmark e Eigil Friis-Christensen popularizaram uma teoria que associava os raios cósmicos com as mudanças climáticas mediadas principalmente por variações na intensidade do vento solar, que eles denominaram cosmoclimatologia. Esta teoria já havia sido revisada por Dickinson. Um dos processos de pequena escala relacionados a essa ligação foi estudado em um experimento de laboratório realizado no Centro Espacial Nacional Dinamarquês (artigo publicado no Proceedings of the Royal Society A, 8 de fevereiro de 2007).
As conclusões de Svensmark de sua pesquisa minimizam a importância dos efeitos do aumento de CO2 atmosférico causado pelo homem no período histórico e atual, com ele argumentando que, embora o papel dos gases de efeito estufa na mudança climática seja significativo, as variações solares desempenham um papel maior.[carece de fontes?]

## Teoria cosmoclimatológica das mudanças climáticas
Svensmark detalhou sua teoria da cosmoclimatologia em um artigo publicado em 2007. O Centro de Pesquisa Sol-Clima do Instituto Espacial Nacional Dinamarquês "investiga a conexão entre a atividade solar e as mudanças climáticas na Terra". Sua homepage lista diversas publicações de trabalhos anteriores relacionados à cosmoclimatologia.
Svensmark e Nigel Calder publicaram um livro The Chilling Stars: A New Theory of Climate Change (2007) descrevendo a teoria cosmoclimatologia de que os raios cósmicos "têm mais efeito no clima do que o CO2 emitido pela atividade antrópica":
"Durante os últimos 100 anos, os raios cósmicos tornaram-se mais escassos pois a ação vigorosa inusitada do Sol afastou muitos deles. Menos raios cósmicos significaram menos nuvens — e um mundo mais quente." 
Em abril de 2012, Svensmark publicou uma expansão de sua teoria no Monthly Notices of the Royal Astronomical Society.

### Experimento SKY
Svensmark conduziu experimentos de prova de conceito no Experimento SKY no Instituto Espacial Nacional Dinamarquês. 
Para investigar o papel dos raios cósmicos na formação de nuvens na baixa atmosfera da Terra, o experimento SKY usou múons naturais (elétrons pesados) que podem penetrar até o porão do Instituto Espacial Nacional em Copenhague. A hipótese, verificada pelo experimento, é que os elétrons liberados no ar pelos múons resulta na formação de aglomerados moleculares que são blocos de construção para os núcleos de condensação das nuvens.
Os críticos da hipótese alegaram que os aglomerados de partículas produzidos mediam apenas alguns nanômetros de diâmetro, enquanto os aerossóis normalmente precisam ter um diâmetro de pelo menos 50 nm para servir como os chamados núcleos de condensação de nuvens. Outras experiências de Svensmark e colaboradores publicadas em 2013 comprovaram que aerossóis com diâmetro maior que 50 nm são produzidos pela luz ultravioleta (a partir de traços de ozônio, dióxido de enxofre e vapor de água), grandes o suficiente para servir como núcleos de condensação de nuvens.

### Experimentos do Projeto CLOUD
Cientistas estão preparando experimentos detalhados de física atmosférica para testar a tese de Svensmark, com base nas descobertas dinamarquesas. O CERN iniciou um projeto de várias fases em 2006, incluindo a repetição do experimento dinamarquês. O CERN planeja usar um acelerador em vez de depender de raios cósmicos naturais. O projeto multinacional do CERN dará aos cientistas uma instalação permanente onde poderão estudar os efeitos dos raios cósmicos e das partículas carregadas na atmosfera da Terra.  O projeto do CERN é denominado CLOUD (Cosmics Leaving OUTdoor Droplets). 
Dunne et al. (2016) apresentaram os principais resultados de 10 anos de resultados obtidos no experimento CLOUD realizado no CERN. Eles estudaram em detalhes os mecanismos físico-químicos e a cinética de formação de aerossóis. O processo de nucleação de gotículas de água/microcristais de gelo a partir do vapor de água reproduzido no experimento CLOUD e também observado diretamente na atmosfera terrestre não envolve apenas a formação de íons devido aos raios cósmicos, mas também uma série de reações químicas complexas com ácido sulfúrico, amônia e compostos orgânicos emitidos no ar por atividades humanas e por organismos que vivem na terra ou nos oceanos ( plâncton ).  Embora observem que uma fração dos núcleos das nuvens é efetivamente produzida pela ionização devido à interação dos raios cósmicos com os constituintes da atmosfera terrestre, esse processo é insuficiente para atribuir as atuais modificações climáticas às flutuações da intensidade dos raios cósmicos moduladas por mudanças na atividade solar e na magnetosfera terrestre.

## Publicações selecionadas
- Henrik Svensmark (1998). «Influence of Cosmic Rays on Earth's Climate». Physical Review Letters. 81 (22): 5027–5030. Bibcode:1998PhRvL..81.5027S. CiteSeerX 10.1.1.522.585. doi:10.1103/PhysRevLett.81.5027

- Henrik Svensmark; Jens Olaf P. Pedersen; Nigel D. Marsh; Martin B. Enghoff; Ulrik I. Uggerhøj (2007). «Experimental evidence for the role of ions in particle nucleation under atmospheric conditions» (PDF). Proceedings of the Royal Society A: Mathematical, Physical and Engineering Sciences. 463 (2078): 385–396. Bibcode:2007RSPSA.463..385S. doi:10.1098/rspa.2006.1773

- Henrik Svensmark (2007). «Astronomy & Geophysics Cosmoclimatology: a new theory emerges». Astronomy & Geophysics. 48 (1): 1.18–1.24. Bibcode:2007A&G....48a..18S. doi:10.1111/j.1468-4004.2007.48118.x

- Henrik Svensmark; Torsten Bondo; Jacob Svensmark (2009). «Cosmic Ray Decreases Affect Atmospheric Aerosols and Clouds» (PDF). Geophysical Research Letters. 36 (15): L15101. Bibcode:2009GeoRL..3615101S. CiteSeerX 10.1.1.394.9780. doi:10.1029/2009GL038429. Cópia arquivada (PDF) em 28 de setembro de 2011

- M.B. Enghoff; J. O. Pepke Pedersen; U. I. Uggerhøj; S. M. Paling; H. Svensmark (2011). «Aerosol nucleation induced by a high energy particle beam». Geophysical Research Letters. 38 (9): A33F–0232. Bibcode:2010AGUFM.A33F0232E. doi:10.1029/2011GL047036

## Prêmios
- 2001, o Prêmio de Pesquisa Energy-E2
- 1997, Prêmio de Pesquisa de Aniversário Knud Hojgaard